# Louis Riboulet
Louis Riboulet (Saint-Alban-d'Ay, 15 de janeiro de 1871 — 1944) foi um francês, pedagogo, pedagogista e professor de filosofia na Instituição Notre-Dame de Valbenoîte, autor de diversas obras sobre os métodos pedagógicos.

## Biografia
Riboulet fez seus primeiros estudos na escola dos Irmãos Maristas em sua terra natal. Em 1886 ingressou no seminário da mesma congregação religiosa em Saint-Genis-Laval e, três anos depois, obteve o título de professor primário, através do exame estatal exigido. Em janeiro de 1890 foi à América do Norte, atendendo a convite, onde permaneceu até 1914. 

## Magistério
De muito lhe valeram, para a sua formação pedagógica, as pesquisas e observações educacionais realizadas nesse período na cidade de Iberville, situada na região de Montérégie no Quebec, Canadá, e nos Estados Unidos. Aplicando-se intensamente aos estudos, diplomou-se no Institute of Scientific Study, da Universidade de Nova Iorque. Mobilizado, volta à França em 1914 e, anos mais tarde, retorna ao magistério, exercendo suas atividades no Colégio de Notre-Dame de Valbenoite, em Saint-Étienne. Em 1925 foi publicada em cinco volumes a História da Pedagogia (título original em francês, Histoire de la Pédagogie), obra premiada pela Academia Francesa no ano seguinte. Seguiram-se Psychologie appliquée à l'Éducation, Rumo à Cultura (Conseils sur le Travail Intellectuel), Disciplina Preventiva (La Discipline Préventive et ses Éléments Essentiels) e Méthodologie Générale. Como trabalho póstumo, apareceu L'Eglise et l'Éducation de l'Ère Chrétienne au XIV Siècle. Várias de suas obras foram traduzidas para o português. Riboulet era contrário aos expedientes tradicionais de educação, vigentes à época, que incluíam punições físicas aos alunos que não tinham um bom desempenho escolar.
Louis Riboulet ainda encontrou tempo para atuar como articulista em diversas e conceituadas revistas sobre educação, entre elas Bulletin des Études, Revue Catéchistique e Revue Belge de Pédagogie.
| “ | O talento é amiúde um fator secundário no sucesso. Convencemos-nos deste fato ao ler a vida dos homens célebres. Todos, poetas, oradores, historiadores, filósofos, estadistas, foram sobretudo trabalhadores incansáveis, mais viris na labuta que os jornaleiros e operários; consumiam-se nos seus livros e afazeres como a lâmpada que presidia às suas vigílias. Foram vistos trabalhar doze, quatorze, dezesseis horas por dia durante largos anos. Antes da aurora levantavam-se; no verão, madrugavam mais do que a cotovia e quando o ceifador ia colher paveias, já tinha amontoado tesouros. | ” |

## Obra
Em português
- Rumo à Cultura (Conselhos Sobre o Trabalho Intelectual. 1.ª edição. Campinas/SP: Kírion, 2019)
- História da Pedagogia
- Disciplina Preventiva
- Manual de Psicologia Aplicada à Educação
- Curso de Pedagogia Cristã
- Diretrizes metodológicas: metodologia geral e particular

Em francês
- Conseils sur le Travail Intellectuel: aux Étudiants et aux Jeunes Maîtres (Prefácio de F. Lavallée, Lyon, Livraria Católica  Emmanuel Vitte, 1928, 278 pp.)[3]
- Histoire de la Pédagogie (Prefácio de André Baudrillart)
- L'Eglise et l'Éducation de l'Ère Chrétienne au XIV Siècle
- La Discipline Préventive et ses Éléments Essentiels
- Manuel de Psychologie Appliquée à l'Éducation
- Pédagogie Générale
- Méthodologie Générale